# Böde Dániel
Böde Dániel (Szekszárd, 1986. október 24. –) magyar válogatott labdarúgó, csatár, a Paks játékosa. Kétszeres magyar bajnok, ötszörös kupagyőztes, kétszer nyert szuperkupát és háromszor ligakupát.
2021. augusztus 21-én a kispesti Bozsik Arénában játszotta a 400. NB I-es mérkőzését.
2024. november 3-án a DVTK elleni hazai mérkőzésen szerezte meg a 150. gólját az NB I-ben.
2025. április 19-én a Puskás Akadémia ellen 2–2-re végződő rangadón játszotta 500. NB I-es meccsét; a 21. percben tizenegyesből gólt lőtt a felcsútiak kapujába.

## Magánélete
2023 júniusában feleségül vette Bíró Blankát, a magyar női kézilabda-válogatott kapusát. 2025. július 18-án megszületett első gyermekük, aki a Böde Dávid István nevet kapta.

## Pályafutása

### Klubcsapatokban

#### Paksi FC
A Paksi SE utánpótlásában nevelkedett. Profi szerződést 2006-ban kapott.
Először első osztályú mérkőzésen 2006. szeptember 16-án lépett pályára a  Diósgyőr ellen 2–1-re megnyert bajnokin. 2010 januárjában 3 évvel meghosszabbította szerződését.
A 2010-ben Pakson megrendezett 20. ESZI-kupa gólkirálya volt 48 találattal.

#### Ferencvárosi TC
2012 nyarán hároméves szerződést kötött a Ferencvárossal, ahol az első edzőmeccsén a Maglód ellen be is talált (Maglód-FTC 0–5).
A 2012–13-as szezonban az FTC legjobbja volt talán, 17 góllal a második lett az NB1 góllövőlistáján, ezen kívül 10 gólpasszt is adott.
A 2013–14-es idényben is szép teljesítményt mutatott a Fradiban, ám a 2014–15-ös szezonban már talán egész Magyarország szerte a legjobbak közt emlegették a nevét, nem is csoda, hiszen hirtelen megmozdulásai, robbanékony sprintjei, jól átvett labdái 15 gólhoz segítették a 190 centis magyar labdarúgót, aki még fél cipővel is tudott gólt rúgni. Ebben az idényben a bajnokság kivételével mindent megnyert a Ferencvárossal.
A 2015. december 12-i Ferencvárosi TC–Újpest FC labdarúgó-mérkőzés 5. percében kifordult a bokája, szalagszakadása volt.
A szezon végén bajnoki címet ünnepelhetett a Ferencvárossal, és 17 bajnoki találatával ő lett a gólkirály, melyért az MLSZ Rangadó Díjátadó gálán Deák-díjban részesült.
2016. szeptember 17-én a Debrecen elleni második góljával a Fradi gólvágója megszerezte pályafutása 100. NB I-es találatát.
2017. március 11-én a Haladás elleni góljával 213. mérkőzésén 100. gólját szerezte a Ferencvárosban (nem számítva a magyarországi edzőmérkőzéseket). A Ferencváros történetének ő a 25. játékosa, aki legalább 100 gólt szerzett a zöld-fehér színekben. 2017. szeptember 16-án a Bp. Honvéd ellen játszotta az NB I-ben a 300. bajnoki mérkőzését.
2018. október 27-én három gólt szerzett a DVTK otthonában, így a Ferencváros történetének legeredményesebb játékosai közé tartozik: 10. az NB I-es gólszerzők között 86 góllal, és szintén tizedik 109 találattal minden tétmeccset figyelembe véve.

#### Újra a Paksnál
2019. június 6-án visszaigazolt Paksra. 2022. július 5-én bejelentették, hogy a klub 1 évvel meghosszabbította a szerződését. 2022 őszén az NB III-as kerethez került, majd 2023 februárjában visszatérhetett az első csapathoz. Február 25-én a Puskás Akadémia ellen 4–1-re megnyert idegenbeli mérkőzésen a 83. percben állt be, majd két gólt szerzett. Március 19-én a Vasas ellen újra duplázott, 3–2-re győztek az Illovszky Rudolf Stadionban. 2023. július 26-án a klub hivatalos honlapján adta hírül, hogy a magyar válogatott játékos 2024 nyaráig lesz a csapat játékosa. A 2024. március 3-ai Vasas SC elleni Magyar kupa mérkőzésen a 79. percben állt be csereként és először a ráadás 3. percében egyenlített, majd a 113. percben büntetőt harcolt ki, amit elsőre Hahn János kihagyott, de a kipattanót kapuba passzolta.
A 2024–25-ös idény elején Konferencia Liga selejtező mérkőzéseken 2 gólt szerzett: a román CS Corvinul Hunedoara elleni idegenbeli visszavágón (2–0) és a montenegrói Mornar elleni hazai találkozón (3–0) is betalált. 2024. augusztus 22-én a Konferencia Liga rájátszásában a Mladá Boleslav elleni idegenbeli mérkőzésen a 78. percben csereként állt be, majd góllal és gólpasszal segítette csapatát (2–2).
2024. október 6-án a Ferencváros ellen 3–1-re megnyert hazai bajnoki mérkőzésen – 38 évesen –  megszerezte a 149. élvonalbeli gólját. Az idény végén 15 góllal újra gólkirályi címet szerzett.

### A válogatottban
Többszörös magyar utánpótlás válogatott.
Részt vett a 2007-es Alpok–Adria-kupa küzdelmeiben. A felnőtt válogatottba 2013. január 23-án kapott meghívót Egervári Sándor szövetségi kapitánytól, a 2013. február 6-án, a törökországi Belekben rendezett Fehéroroszország elleni felkészülési mérkőzésre. A találkozón a hatvanhatodik percben csereként lépett pályára. Bödét megelőzően legutóbb 2005 decemberében lépett pályára ferencvárosi játékos a nemzeti csapatban.
A nemzeti csapatban első gólját a Törökország elleni világbajnoki-selejtezőn szerezte, amely pontot ért a magyar válogatottnak. Később is hívták a válogatottba, de ő erre csak azt nyilatkozta:

| „             | Előbb rúgjak inkább két egyeneset itt a Fradinál a labdába, nem hogy válogatottba még! | ” |
| – Böde Dániel |                                                                                        |   |

Majdnem kétéves kihagyás után - 2015. október 8-án - Feröer ellen szerepelt újra a válogatottban. Csereként beállva a második félidőben szerzett duplájával megfordította a mérkőzést, fontos 3 ponthoz juttatva Magyarországot a 2016-os Eb selejtezőiben. Tagja volt a 2016-os labdarúgó-Európa-bajnokságra utazó keretnek is, és pályára lépett Izland ellen a csoportkörben, majd Belgium ellen a nyolcaddöntőben.

## Sikerei, díjai

### Klubcsapatokkal
Paks
- Magyar bajnokság:
  - ezüstérmes (2): 2010–11, 2023–24
  - bronzérmes (1): 2024–25
- Magyar másodosztály: 
  - bajnok: 2005–06
- Magyar ligakupa:
  - győztes: 2010–11
  - döntős: 2009–10
- Magyar kupa:
  - győztes: 2024,[34] 2025[35]
  - döntős: 2022

 Ferencváros
- Magyar bajnokság:
  - bajnok (2): 2015–16, 2018–19[36]
  - ezüstérmes (2): 2014–15, 2017–18
  - bronzérmes: 2013–14
- Magyar kupa:
  - győztes (3): 2014–15, 2015–16, 2016–17
- Magyar szuperkupa:
  - győztes (2): 2015, 2016
- Magyar ligakupa:
  - győztes (2): 2012–13, 2014–15

### A válogatottal
Magyarország
- Európa-bajnokság-nyolcaddöntő: 2016

### Egyéni sikerek
- NB I: gólkirály (17 gól) 2015–16
- NB I: gólkirály (15 gól) 2024–25
- Madocsa díszpolgára (2016)[37]

## Statisztika

### Klubcsapatokban
2025. augusztus 17-i állapot szerint.
| Klub                 | Szezon   | Liga  | Liga  | Kupa  | Kupa  | Ligakupa | Ligakupa | Szuperkupa | Szuperkupa | Európai | Európai | Egyéb | Egyéb | Összesen | Összesen |
| Klub                 | Szezon   | Mérk. | Gólok | Mérk. | Gólok | Mérk.    | Gólok    | Mérk.      | Gólok      | Mérk.   | Gólok   | Mérk. | Gólok | Mérk.    | Gólok    |
| -------------------- | -------- | ----- | ----- | ----- | ----- | -------- | -------- | ---------- | ---------- | ------- | ------- | ----- | ----- | -------- | -------- |
| Paks                 | 2005–06  | 19    | 3     | 0     | 0     | 0        | 0        | 0          | 0          | 0       | 0       | 0     | 0     | 19       | 3        |
| Paks                 | 2006–07  | 16    | 0     | 1     | 0     | 0        | 0        | 0          | 0          | 0       | 0       | 9     | 5     | 26       | 5        |
| Paks                 | 2007–08  | 20    | 2     | 0     | 0     | 9        | 1        | 0          | 0          | 0       | 0       | 13    | 5     | 42       | 8        |
| Paks                 | 2008–09  | 29    | 1     | 1     | 0     | 6        | 0        | 0          | 0          | 0       | 0       | 3     | 2     | 39       | 3        |
| Paks                 | 2009–10  | 28    | 8     | 2     | 0     | 6        | 2        | 0          | 0          | 0       | 0       | 1     | 0     | 37       | 10       |
| Paks                 | 2010–11  | 24    | 15    | 3     | 0     | 6        | 0        | 0          | 0          | 0       | 0       | 0     | 0     | 33       | 15       |
| Paks                 | 2011–12  | 26    | 10    | 1     | 1     | 5        | 1        | 0          | 0          | 6       | 3       | 0     | 0     | 38       | 15       |
| Paks                 | Összesen | 162   | 39    | 8     | 1     | 32       | 4        | 0          | 0          | 6       | 3       | 26    | 12    | 234      | 59       |
| Ferencváros          | 2012–13  | 30    | 17    | 1     | 0     | 6        | 3        | 0          | 0          | 0       | 0       | 0     | 0     | 37       | 20       |
| Ferencváros          | 2013–14  | 29    | 11    | 3     | 3     | 5        | 3        | 0          | 0          | 0       | 0       | 2     | 0     | 39       | 17       |
| Ferencváros          | 2014–15  | 29    | 13    | 7     | 5     | 5        | 1        | 0          | 0          | 3       | 0       | 1     | 0     | 45       | 19       |
| Ferencváros          | 2015–16  | 31    | 17    | 7     | 5     | 2        | 0        | 1          | 0          | 4       | 1       | 0     | 0     | 41       | 20       |
| Ferencváros          | 2016–17  | 29    | 11    | 6     | 4     | 0        | 0        | 0          | 0          | 2       | 1       | 0     | 0     | 37       | 16       |
| Ferencváros          | 2017–18  | 30    | 13    | 1     | 0     | 0        | 0        | 0          | 0          | 0       | 0       | 0     | 0     | 31       | 13       |
| Ferencváros          | 2018–19  | 23    | 7     | 5     | 2     | 0        | 0        | 0          | 0          | 2       | 0       | 0     | 0     | 30       | 9        |
| Ferencváros          | Összesen | 201   | 89    | 28    | 16    | 16       | 7        | 1          | 0          | 11      | 2       | 3     | 0     | 260      | 114      |
| Paks                 | 2019–20  | 27    | 6     | 5     | 4     | 0        | 0        | 0          | 0          | 0       | 0       | 0     | 0     | 32       | 10       |
| Paks                 | 2020–21  | 25    | 4     | 1     | 0     | 0        | 0        | 0          | 0          | 0       | 0       | 0     | 0     | 26       | 4        |
| Paks                 | 2021–22  | 32    | 3     | 6     | 3     | 0        | 0        | 0          | 0          | 0       | 0       | 0     | 0     | 38       | 6        |
| Paks                 | 2022–23  | 16    | 5     | 1     | 1     | 0        | 0        | 0          | 0          | 0       | 0       | 0     | 0     | 17       | 6        |
| Paks                 | 2023–24  | 29    | 4     | 5     | 1     | 0        | 0        | 0          | 0          | 0       | 0       | 0     | 0     | 34       | 5        |
| Paks                 | 2024–25  | 32    | 15    | 2     | 1     | 0        | 0        | 0          | 0          | 8       | 3       | 0     | 0     | 42       | 19       |
| Paks                 | 2025–26  | 2     | 0     | 0     | 0     | 0        | 0        | 0          | 0          | 6       | 0       | 0     | 0     | 8        | 0        |
| Paks                 | Összesen | 163   | 37    | 20    | 10    | 0        | 0        | 0          | 0          | 14      | 3       | 0     | 0     | 197      | 50       |
| Paks II (kölcsönben) | 2020–21  | 1     | 0     | 0     | 0     | 0        | 0        | 0          | 0          | 0       | 0       | 0     | 0     | 1        | 0        |
| Paks II (kölcsönben) | 2022–23  | 7     | 5     | 0     | 0     | 0        | 0        | 0          | 0          | 0       | 0       | 0     | 0     | 7        | 5        |
| Paks II (kölcsönben) | 2023–24  | 2     | 3     | 0     | 0     | 0        | 0        | 0          | 0          | 0       | 0       | 0     | 0     | 2        | 3        |
| Paks II (kölcsönben) | Összesen | 10    | 8     | 0     | 0     | 0        | 0        | 0          | 0          | 0       | 0       | 0     | 0     | 10       | 8        |
| Karrier összesen     |          | 536   | 173   | 56    | 27    | 48       | 11       | 1          | 0          | 31      | 8       | 29    | 12    | 701      | 231      |

### A válogatottban
| Magyarország | Magyarország | Magyarország |
| Év           | Mérk.        | Gólok        |
| ------------ | ------------ | ------------ |
| 2013         | 7            | 2            |
| 2014         | –            | –            |
| 2015         | 3            | 2            |
| 2016         | 6            | 0            |
| 2017         | 4            | 1            |
| 2018         | 5            | 0            |
| Összesen     | 25           | 5            |

### Mérkőzései a válogatottban
| Magyarország | Magyarország         | Magyarország                          | Magyarország     | Magyarország | Magyarország     | Magyarország    | Magyarország | Magyarország        |
| #            | Dátum                | Helyszín                              | Hazai            | Eredmény     | Vendég           | Kiírás          | Gólok        | Esemény             |
| ------------ | -------------------- | ------------------------------------- | ---------------- | ------------ | ---------------- | --------------- | ------------ | ------------------- |
| 1.           | 2013. február 6.     | Belek, Bellis Sports Center (TUR)     | Fehéroroszország | 1 – 1        | Magyarország     | barátságos      | -            | 66'                 |
| 2.           | 2013. március 26.    | Isztambul, Şükrü Saracoğlu Stadion    | Törökország      | 1 – 1        | Magyarország     | vb-selejtező    | 1            | 68' 71' 75'         |
| 3.           | 2013. június 6.      | Győr, ETO Park                        | Magyarország     | 1 – 0        | Kuvait           | barátságos      | -            | a szünetben         |
| 4.           | 2013. augusztus 14.  | Budapest, Puskás Ferenc Stadion       | Magyarország     | 1 – 1        | Csehország       | barátságos      | -            | a szünetben         |
| 5.           | 2013. szeptember 6.  | Bukarest, Nemzeti Stadion             | Románia          | 3 – 0        | Magyarország     | vb-selejtező    | -            |                     |
| 6.           | 2013. szeptember 10. | Budapest, Puskás Ferenc Stadion       | Magyarország     | 5 – 1        | Észtország       | vb-selejtező    | 1            | 41'                 |
| 7.           | 2013. október 11.    | Amszterdam, Amsterdam ArenA           | Hollandia        | 8 – 1        | Magyarország     | vb-selejtező    | -            |                     |
| 8.           | 2015. október 8.     | Budapest, Groupama Aréna              | Magyarország     | 2 – 1        | Feröer           | Eb-selejtező    | 2            | a szünetben 63' 71' |
| 9.           | 2015. október 11.    | Pireusz, Karaiszkákisz Stadion        | Görögország      | 4 – 3        | Magyarország     | Eb-selejtező    | -            | 78'                 |
| 10.          | 2015. november 15.   | Budapest, Groupama Aréna              | Magyarország     | 2 – 1        | Norvégia         | Eb-selejtező    | -            | 62' 81'             |
| 11.          | 2016. március 26.    | Budapest, Groupama Aréna              | Magyarország     | 1 – 1        | Horvátország     | barátságos      | -            | 81'                 |
| 12.          | 2016. május 20.      | Budapest, Groupama Aréna              | Magyarország     | 0 – 0        | Elefántcsontpart | barátságos      | -            | 70'                 |
| 13.          | 2016. június 18.     | Marseille, Stade Vélodrome (FRA)      | Izland           | 1 – 1        | Magyarország     | Eb-csoportkör   | -            | 67'                 |
| 14.          | 2016. június 26.     | Toulouse, Stadium de Toulouse (FRA)   | Magyarország     | 0 – 4        | Belgium          | Eb-nyolcaddöntő | -            | 79'                 |
| 15.          | 2016. november 13.   | Budapest, Groupama Aréna              | Magyarország     | 4 – 0        | Andorra          | vb-selejtező    | -            | 84'                 |
| 16.          | 2016. november 15.   | Budapest, Groupama Aréna              | Magyarország     | 0 – 2        | Svédország       | barátságos      | -            | 58'                 |
| 17.          | 2017. augusztus 31.  | Budapest, Groupama Aréna              | Magyarország     | 3 – 1        | Lettország       | vb-selejtező    | -            | 66'                 |
| 18.          | 2017. szeptember 3.  | Budapest, Groupama Aréna              | Magyarország     | 0 – 1        | Portugália       | vb-selejtező    | -            | 61'                 |
| 19.          | 2017. október 10.    | Budapest, Groupama Aréna              | Magyarország     | 1 – 0        | Feröer           | vb-selejtező    | 1            | 46' 81'             |
| 20.          | 2017. november 14.   | Budapest, Groupama Aréna              | Magyarország     | 1 – 0        | Costa Rica       | barátságos      | -            | 59'                 |
| 21.          | 2018. március 23.    | Budapest, Groupama Aréna              | Magyarország     | 2 – 3        | Kazahsztán       | barátságos      | -            | 76'                 |
| 22.          | 2018. március 27.    | Budapest, Groupama Aréna              | Magyarország     | 0 – 1        | Skócia           | barátságos      | -            | 77'                 |
| 23.          | 2018. június 6.      | Breszt, Regionaler Sportkomplex Brest | Fehéroroszország | 1 – 1        | Magyarország     | barátságos      | -            | 65'                 |
| 24.          | 2018. június 9.      | Budapest, Groupama Aréna              | Magyarország     | 1 – 2        | Ausztrália       | barátságos      | -            | 62'                 |
| 25.          | 2018. november 15.   | Budapest, Groupama Aréna              | Magyarország     | 2 – 0        | Észtország       | Nemzetek Ligája | -            | 76'                 |
|              | Összesen             |                                       |                  | 25           | mérkőzés         |                 | 5            | gól                 |